# Душанка Нађ
Душанка Нађ (рођ. Јовичић; Јазак, 1923 — Београд, 1998) била је учесница Народноослободилачке борбе, мајор ЈНА и публициста.

## Биографија
Рођена је 1923. године у селу Јазак, у Срему, у многочланој сељачкој породици, од оца Сава и мајке Илинке Јовичић. Имала је три брата — Милана, Георгија и Бранка, и две сестре — Јованку и Аницу. Након основне школе, изучила је кројачки занат у Врднику. По окупацији Краљевине Југославије, њен старији брат Милан одлучује да се придружи Народноослободилачком покрету (НОП) и о томе информише само младу Душанку. Након што је отишао, отац Саво упућује Душанку да га пронађе. Пронашла га је у Шапцу, као борца Мачванског партизанског одреда. Добивши задатак да се врати кући и донесе пиштољ и црвену заставу коју је сама сашила, вратила се и извршила задатак, али је убрзо потом сазнала да је Милан погинуо у једној борби његовог одреда.
С обзиром да се сазнало за њене путовање и познанство са партизанима, Душанка се придружила Фрушкогорском партизанском одреду, испрва као курир. Одржавала је везе са Одредом, као и другим партизанским групама и пунктовима. Такође, одржавала је везу и са партијском техником у Иригу, бавила се преношењем партијског материјала, брошура, летака и растурала их по оближњим селима. Скупљала је и помоћ за партизане у њеном одреду, убирала скојевску чланарину и организовала и водила читалачке групе. Била је члан Народноослободилачког одбора у Врднику.
Поводом годишњице Октобарске револуције, 7. новембра 1941. године, по партијском задатку је мобилисала што више народа за присуство паради коју је организовао Фрушкогорски партизански одред и предала своју црвену заставу.
У јануару 1942. године, партијска организација у Јаску бива проваљена и Душанка је приморана да приступи Одреду као борац. Тада јој хапсе читаву породицу, али су после извесног времена сви и пуштени. Међутим, убрзо потом, марта и априла 1942. сви се придружују партизанима. Ипак, мајку Илинку, која је остала код куће, Немци хапсе, одводе у логор Јасеновац и тамо стрељају. Током операције „Фрушка гора” — у Срему познате и као Велика офанзива — крајем лета 1942. ухваћени су и стрељани отац Саво и њене сестре, 16-годишња Јованка и седмогодишња Аница.
Током војевања у Одреду, исказала се као храбар борац и способан руководилац. Деловала је политички у скојевској организацији, као делегат вода, партијски руководилац чете, потом политички комесар чете, да би септембра 1943. године била постављена за политичког комесара Четвртог батаљона Треће војвођанске ударне бригаде. Као борац војвођанских јединица, прошла је Босну, Херцеговину, Србију, Црну Гору и Словенију, а крај рата дочекала у Аустрији и Мађарској.
Након Београдске операције и ослобођења града, крајем 1944. године, Душанка је постала политички комесар Официрске школе у Новом Саду, а након тога и политички комесар Инжињеријске, телефонске и телеграфске школе у Шиклошу, где је обављала дужност политичког комесара Команде места. Након формирања Треће армије ЈА, 1945. године, изабрана је у Армијски комитет КПЈ и ту остала до краја рата. Рањена је три пута у току рата. Из рата је изашла са чином капетана Југословенске армије (ЈА).
Партијски и политички је деловала на разним зборовима и партијским конференцијама широм Југославије. Учестовала је као делегат на Обласном саветовању у Бијељини, као и Покрајинској партијској конференцији у Новом Саду. Била је почасни члан Конференције жена за Војводину, делегат на Конференцији жена за Словенију и делегат на Балканском омладинском конгресу у Београду, 1945. године.

### Послератни период
После ослобођења Југославије, остала је у служби Југословенске народне армије (ЈНА), радећи у Политичком одељењу Армије. Пензионисана је у чину мајора ЈНА, због тешке болести.
Била је удата за Косту Нађа, с којим се венчала 25. маја 1945. године у Цељу. Имали су троје деце — Гордану, Бранка, који се бавио аутомобилизмом, и Косту.
Преминула је 1998. године и сахрањена је поред свог супруга у Алеји заслужних грађана на Новом гробљу у Београду.

## Књиге и одликовања
По демобилисању из ЈНА, посветила се породици и писању књига. Написала је следећа дела:
- Кад су Сремци кренули, 1964;
- Цвет никао из смрти, 1967;
- Коста Нађ — Војник три армије, 1971;
- Црвени чешаљ, 1980;
- Анегдоте из НОБ-е, 1981;
- Црвене руже, 1981;
- Црвене буне, 1983;
- Срце у песници: стиснуто незаборавник фрушкогорске епопеје, 1986;
- Човек који је завршио рат, 1990.[1][2]

Носилац је Партизанске споменице 1941. и других југословенских одликовања, међу којима су — Орден заслуга за народ са сребрним зрацима, Орден братства и јединства са сребрним венцем, Орден за храброст, Орден за војне заслуге са златним мачевима и Орден партизанске звезде са пушкама.